# Arado Ar 231

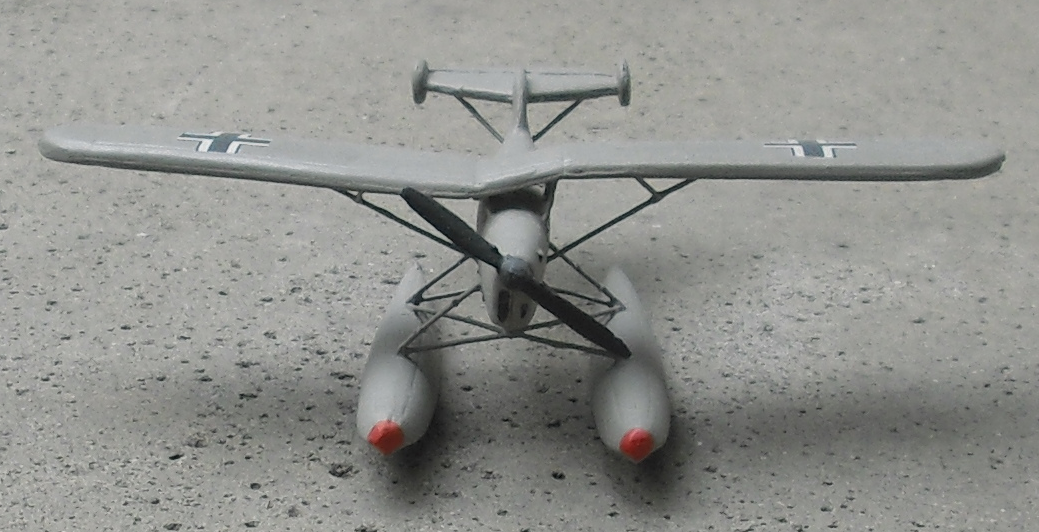
Ancora il modello in scala dell' Ar 231: nella vista anteriore si noti il particolare disassamento dell'ala.

L'Arado Ar 231 era un idroricognitore monomotore ad ala alta a parasole realizzato dall'azienda tedesca Arado Flugzeugwerke GmbH nei primi anni quaranta e rimasto allo stadio di prototipo.
Proposto come velivolo in dotazione agli U-Boot (sommergibili) della Kriegsmarine, la marina militare tedesca del periodo hitleriano, risultò affetto da prestazioni non adeguate ed il programma di sviluppo venne interrotto a favore dell'autogiro trainato Focke-Achgelis Fa 330.
Due esemplari equipaggiarono brevemente l'incrociatore ausiliario Stier con scarsi risultati.

## Storia del progetto
Per poter risultare più efficienti, la struttura dei sottomarini venne ottimizzata nella migliore forma idrodinamica possibile al fine di diminuirne la sezione frontale a vantaggio dei valori di velocità massima e di autonomia. In un'epoca però in cui le apparecchiature di ricerca elettroniche erano ancora primitive se non assenti, la ricerca dei potenziali obiettivi o il riconoscimento delle unità nemiche ostili era affidata alla capacità dei membri dell'equipaggio che dovevano scrutare l'orizzonte con il solo uso di potenti binocoli dal punto più alto, la torre. Tuttavia l'operazione risultava poco agevole per il limitato raggio visivo non superiore alle poche miglia.
Per cercare di ovviare al problema, l'ammiragliato della Kriegsmarine valutò una serie di differenti opzioni che andavano dall'installazione di un lungo palo removibile che portava all'apice una Coffa (vela), all'equipaggiamento delle proprie unità con degli aeromobili, soluzione già attuata dal francese Surcouf, compatti idrovolanti da ricoverare in appositi hangar a tenuta stagna.
La Kriegsmarine aveva appena avviato la progettazione di una classe di sottomarini, la Typ XI, che analogamente al Surcouf possedeva una ragguardevole potenza di fuoco basata principalmente su quattro pezzi di artiglieria calibro 127 mm montati su due torrette gemelle. Queste unità (U-112, U-113, U-114 e U-115) erano abbastanza ampie da includere nella loro dotazione idrovolanti da osservazione e vennero fornite le misure di ingombro dello scompartimento dove era previsto il loro stivaggio, in modo che le aziende aeronautiche potessero sviluppare velivoli adatti allo scopo. Benché, a causa dello scoppio della seconda guerra mondiale, la loro costruzione non ebbe mai inizio si propose comunque lo sviluppo di un aeromobile di supporto per adattarlo sia ad unità già in servizio che eventuali progetti futuri.
La Arado Flugzeugwerke decise di rispondere alla richiesta con un progetto molto semplice e compatto, un idrovolante a scarponi monomotore ad ala alta a parasole, che una volta smontato poteva essere stivato in uno spazio cilindrico di solo 2 m di diametro. Per ottenere questo risultato tutta la parte inferiore, costituita dai due galleggianti e l'intelaiatura tubolare che li collegava alla fusoliera, era facilmente smontabile e l'ala superiore, costituita da un elemento centrale trasversalmente disassato su cui si integravano due semiali ripiegabili ed imperniate sul longherone posteriore, poteva essere ruotata all'indietro quasi sovrapponendo le semiali. Le prove dimostrarono che due operatori opportunamente addestrati riuscivano ad assemblare o disassemblare completamente il velivolo in soli 6 min. Per meglio ottimizzare le operazioni di messa in mare e recupero, il velivolo poteva essere agganciato da una gru; inoltre, sia per aumentare le possibilità di avvistamento che per sopperire all'eventuale necessità di immersione del sottomarino, venne equipaggiato con un serbatoio di combustibile che gli consentisse un'autonomia sufficiente a rimanere in volo per almeno 4 ore.
Il primo dei sei prototipi costruiti, che assunse la designazione Ar 231 V1 come da convenzioni del Reichsluftfahrtministerium (RLM), venne portato in volo per la prima volta nei primi mesi del 1941, ma le prestazioni offerte non riuscirono ad essere convincenti. Il comportamento, sia nelle prestazioni in volo che nella capacità di galleggiamento, risultò inferiore alle aspettative e gravato, inoltre, dall'incapacità di decollare in presenza di vento oltre i 20 kt e dall'estrema difficoltà ad essere issato a bordo senza urtare lo scafo, con il rischio di comprometterne l'integrità. Considerata anche la vulnerabilità del sottomarino, costretto a rimanere in superficie per almeno 10 minuti per consentire le operazioni di decollo o di imbarco, le autorità militari decisero di cercare un'alternativa concretizzatasi nell'autogiro senza motore Focke-Achgelis Fa 330 "Bachstelze" il quale, pur non possedendo le potenzialità dell'Ar 231, riuscì ad essere impiegato operativamente con successo.
Benché scartato nel ruolo per cui venne progettato fu permesso all'Arado di completare tutti i sei esemplari commissionati, ma lo sviluppo venne interrotto.

## Impiego operativo
Sfumata l'opportunità d'impiego come dotazione degli U-Boot, la Kriegsmarine ottenne di poter testare gli idrovolanti Arado in condizioni operative su unità di superficie. A questo scopo due esemplari vennero assegnati all'incrociatore ausiliario Stier, nell'ambito delle trasformazioni che nel 1941 ne mutarono aspetto e capacità bellica dall'originaria nave da carico Cairo al nuovo impiego come nave corsara.
Tuttavia le carenze già dimostrate confermarono l'inadeguatezza dell'Ar 231 quando, nel luglio 1942, il Fregattenkapitän (capitano di fregata) Horst Gerlach decise di testarlo nelle sue capacità di individuare potenziali bersagli senza ottenere apprezzabili successi.
L'Ar 231 si dimostrò troppo fragile e in quel frangente il suo capitano lo indicò come "totalmente inadatto per l'Atlantico, anche nelle circostanze più favorevoli". I due esemplari rimasero quindi inutilizzati e scomparvero nel Sud Atlantico con l'affondamento della Stier, il 27 settembre di quello stesso anno.

## Utilizzatori
Germania
- Luftwaffe

benché gli Ar 231 fossero equipaggiamento esclusivo di unità navali, i mezzi aerei e le operazioni ad essi correlati erano affidati all'aviazione.